# Alfred Lallié
Alfred François Lallié est un homme politique, juriste, journaliste et historien français né à Nantes le 27 mars 1832 et mort dans la même ville le 19 janvier 1913.

## Biographie
Alfred Lallié est né à Nantes (Loire-Inférieure) le 27 mars 1832,, de Félix Lallié, notaire à Nantes, et d'Anne Cosson. Il a trois sœurs, respectivement mariées à l'avocat Léon Fleury, au banquier Jean-Jules Rousselot et à l'armateur Léon Bureau. Il fait des études de droit et obtient un doctorat dans cette matière en 1857.
Il est l'un des fondateurs de la Revue de jurisprudence commerciale et maritime de Nantes. Politiquement, il se situe du côté des légitimistes, parmi lesquels les écrits d'Alfred Lallié sur la Révolution française sont appréciés. Il participe à la fondation de la Gazette de l'Ouest, et en devient, en 1869, un des rédacteurs.
Partisan du courant néo-catholique, il est proche des idées d'Alfred de Falloux. Alfred Lallié se présente à la députation de la Loire-Inférieure lors de l'élection de l'Assemblée nationale. Il est élu le 8 février 1871. Il siège alors parmi les députés du centre-droit. Siégeant aux réunions Colbert et des Réservoirs, il est membre de la commission d'enquête sur les actes du gouvernement du 4 septembre, signe l'adresse des députés syllabistes au pape et demande la création d'une faculté de médecine à Nantes. Il vote pour la paix, pour les prières publiques, pour l'abrogation des lois d'exil, pour le 24 mai, pour la démission de Thiers, pour l'arrêté sur les enterrements civils, pour la prorogation des pouvoirs du Maréchal Mac Mahon, pour la loi des maires, pour le ministère de Broglie, contre l'amendement Barthe, contre le retour à Paris, contre la dissolution, contre l'amendement Wallon et contre les lois constitutionnelles de 1875. En 1876, après le renouvellement de la chambre des députés, il ne fait plus partie des élus.
Après cette période, il devient un écrivain historique prolifique, sur le thème de l'histoire de la Bretagne, et plus particulièrement de Nantes et de la Loire-Inférieure, lors de la Révolution française. Il est notamment attaché à relever les exactions commises contre les Vendéens.
Il est maire de Saint-Colomban de 1881 à 1908, commune où se trouve son manoir du Pay-Richereau.
Gendre de Charles Aimé Honoré Amélineau, maire de Saint-Michel-en-l'Herm, il était le père de l'homme de lettres Norbert Lallié, ainsi que le beau-père de Henri Cheguillaume, ingénieur en chef des ponts et chaussées, et de Julien Cheguillaume, notaire à Nantes, tous les deux frères.
Alfred Lallié meurt à Nantes, le 19 janvier 1913.

## Hommages
La place Alfred-Lallié est située dans le quartier Malakoff - Saint-Donatien à Nantes.
Une rue de Saint-Colomban porte également son nom.

## Publications
- Le District de Machecoul : 1788-1793, 1869 (lire en ligne sur Gallica).
- Les Noyades de Nantes, 1878.
- Les Prisons de Nantes, 1883.
- L'Église constitutionnelle dans la Loire-Inférieure, Minée et son épiscopat, 1883.
- Les Sociétés populaires à Nantes pendant la Révolution, 1890.
- Le Diocèse de Nantes, t. 1, 1869 (lire en ligne sur Gallica), t. 2 sur Gallica.
- Les cent-trente-deux Nantais, 1894.
- La Justice révolutionnaire à Nantes et en Loire-Inférieure, 1896.
- Carrier, représentant du Cantal à la Convention, 1901.
- Le Comité révolutionnaire de Nantes, 1901 (lire en ligne sur Gallica).
- Le Sans-culotte  Jean-Jacques Goullin.